# Copa de Naciones Árabe 1963
La Copa de Naciones Árabe 1963 fue la primera edición de este torneo de fútbol a nivel de selecciones nacionales organizado por la UAFA y que contó con la participación de 5 selecciones de África del Norte y el Medio Oriente.
Túnez fue la primera selección en ganar el torneo disputado en Beirut, Líbano tras ser el que más puntos consiguió en el torneo.

## Partidos
Todos los partidos se jugaron en Beirut, Líbano.
| Equipo 1 | Resultado | Equipo 2 |
| -------- | --------- | -------- |
| Siria    | 0-1       | Túnez    |
| Kuwait   | 4-0       | Jordania |
| Siria    | 3-2       | Líbano   |
| Túnez    | 4-0       | Jordania |
| Kuwait   | 1-3       | Siria    |
| Jordania | 1-3       | Líbano   |
| Túnez    | 0-2       | Kuwait   |
| Jordania | 0-3       | Siria    |
| Líbano   | 0-1       | Túnez    |
| Líbano   | 4-2       | Kuwait   |

## Posiciones Finales
| Nación   | J | G | E | P | GF | GC | GD  | Pts |
| -------- | - | - | - | - | -- | -- | --- | --- |
| Túnez    | 4 | 4 | 0 | 0 | 11 | 1  | +10 | 6   |
| Siria    | 4 | 3 | 0 | 1 | 9  | 4  | +5  | 6   |
| Líbano   | 4 | 2 | 0 | 2 | 9  | 7  | +2  | 4   |
| Kuwait   | 4 | 1 | 0 | 3 | 8  | 12 | −4  | 2   |
| Jordania | 4 | 0 | 0 | 4 | 1  | 14 | −13 | 0   |

## Campeón
| Copa de Naciones Árabe 1963 |
| --------------------------- |
| Bandera de Túnez            |
| Túnez 1º Título             |